# 佐藤幸雄
佐藤 幸雄（さとう ゆきお、1957年（昭和32年）6月20日 - ）は、日本の元俳優、歌手。ロックバンド「東京JAP」の元メンバー（ボーカル、シンセサイザー担当）。山形県出身。日本大学芸術学部卒業。身長174cm。

## 略歴
ミスタースリムカンパニーに入団後、1982年に東京JAPのメンバーとしてレコードデビューする（バンド在籍時はオバリー佐藤名義で活動）。同バンドが出演したスズキ・マイティボーイのCMでは「スズキのマー坊とでも呼んでくれ」という台詞を担当した。
バンド脱退後の1985年からは俳優業へシフトし、『抱きしめたい!』等のトレンディドラマに出演したが、1995年頃に引退。
芸能界引退後は裏方に転身し、酒井若菜のマネージャーを務めた。

## 主な出演

### 映画
- 女高生 天使のはらわた（1978年、にっかつ） ※「オバリー佐藤」名義
- ふりむけば愛（1978年、東宝） ※「オバリー佐藤」名義
- 愛はクロスオーバー（1987年、東映クラシックフィルム）

### テレビドラマ
- 七人の刑事 第3シリーズ 第39話「黒人の首」（1979年2月9日、TBS）※「オバリー佐藤」名義
- 誇りの報酬 第21話「護送車が襲われた!」（1986年3月2日、日本テレビ） - 護送車襲撃一味 役
- ライスカレー（1986年、フジテレビ） - 中沢 役
- 傑作時代劇「上意討ち」（1987年7月2日、テレビ朝日）
- おヒマなら来てよネ!（1987年、フジテレビ）
- ヤングシナリオ大賞スペシャル「パンダ、誘拐される」（1987年12月26日、フジテレビ）
- 田原坂（1987年12月30日 - 12月31日、日本テレビ） - 道島五郎兵衛 役
- 立体ドラマ5時間 1987年の大晦日「世界で一番長いキス」（1987年12月31日、フジテレビ）
- ダウンタウン探偵組（1988年、朝日放送）
- 抱きしめたい!（1988年、フジテレビ） - 徳永悟 役
- 秋のドラマスペシャル「南野陽子のおかしなおかしな大脱走」（1988年10月5日、TBS）
- 月曜・女のサスペンス「残された手首」（1988年12月5日、テレビ東京）
- キツイ奴ら（1989年、TBS） - 松 役
- シリーズ街 ヨコハマ本牧「パンは焼きたて」（1989年、テレビ朝日）
- 月曜ドラマスペシャル（TBS）
  - 「夏樹静子の第三の女」（1989年10月16日）
  - 「横浜フランス橋殺人事件」（1994年10月10日）
  - 「ひとさらい」（1995年1月30日）
- 大河ドラマ「翔ぶが如く」（1990年、NHK） - 香月経五郎 役
- 恋のパラダイス（1990年、フジテレビ） - 中上慶三 役
- 土曜ワイド劇場「名探偵金田一耕助・夜歩く女」（1990年9月1日、テレビ朝日） - 古神守衛 役
- ドラマチック22「ステキなわがままママ」（1991年3月9日、TBS）
- NHK連続テレビ小説「君の名は」（1991年 - 1992年、NHK）
- 世にも奇妙な物語（フジテレビ）
  - 「占いセット」（1991年4月11日） - カオルの夫 役
  - 「佐藤、求む」（1991年12月12日）
- 芸者小春の華麗な冒険（1991年、テレビ朝日） - 刑事・相沢 役
- 101回目のプロポーズ（1991年、フジテレビ） - バーテンダー 役
- 土曜ワイド劇場「霧の旗」（1991年11月23日、テレビ朝日）
- 大人は判ってくれない 第10回「二人の紳士」（1992年3月19日、フジテレビ）
- 親愛なる者へ（1992年、フジテレビ） - 加瀬 役
- 火曜サスペンス劇場（日本テレビ）
  - 「わが町 警察爆破を狙う逆恨みの女の狂気と執念」（1992年10月13日） - 森正治 役
  - 「女監察医・宝生亜季子13 犯罪性なし」（1993年3月16日）
  - 「新・女検事・霞夕子5 雨に濡れた遺書」（1995年8月8日） - 小久保浩 役
- 金曜ドラマシアター「主婦たちのざけんなヨII・学問ノススメ!?」（1992年10月16日、フジテレビ） - 夫の同僚 役
- ドラマ30「娘からの宿題」（1993年、中部日本放送）
- 代紋<エンブレム> TAKE2「孤狼の章」（1994年2月6日、日本テレビ）
- 出逢った頃の君でいて（1994年、日本テレビ） - 野中芳雄 役

### ゲーム
- ワンチャイコネクション（1994年、セガ） - ロバート林 役